# چری ای. ماری
چری اِی ماری (انگلیسی: Cherry A. Murray؛ زاده) فیزیکدان اهل ایالات متحده آمریکا است.